# Marta Legierska
Marta Legierska (ur. 1936 w Koniakowie) – koronczarka ze Śląska Cieszyńskiego.

## Życiorys
Jest jednym z ośmiorga dzieci w rodzinie Legierskich, z których czworo zmarło. Szydełkowania uczyła się od matki Jadwigi Legierskiej. Zaczęła robić koronki w wieku 10 lat. W wieku 20 lat dołączyła do założonego przez Marię Gwarkową oddziału „Cepelii” w Koniakowie. Jako stypendystka otrzymywała miesięczną pensję, za którą oddawala określoną ilość wyrobów koronkowych spółdzielni. Jedno z jej dzieł trafiło do królowej Elżbiety II.
Od 1981 cyklicznie podczas Tygodnia Kultury Beskidzkiej w Wiśle prezentowała swoje wyroby i technikę pracy. Uczestniczyła w zjazdach twórców ludowych oraz w organizowanych przez Regionalny Ośrodek Kultury w Bielsku-Białej konkursach na Koniakowską Koronkę i Beskidzki Haft krzyżykowy. Była doceniana nagrodami. Wykonywała koronki na czepce, koronki liturgiczne, bieżniki, kołnierze, rękawiczki, wstawki do kredensu, czepki dla kelnerek i ekspedientek, suknie ślubne oraz bluzki. Bierze udział w konkursach i wystawach.
W 2016 została wyróżniona przez Radę Gminy Istebna jako zasłużona w dziedzinie upowszechniania kultury. W 2017 została laureatką Nagrody im. Oskara Kolberga. Nadal jest aktywna zawodowo.